# 2550 Houssay
2550 Houssay је астероид главног астероидног појаса са средњом удаљеношћу од Сунца која износи 3,191 астрономских јединица (АЈ).
Апсолутна магнитуда астероида је 11,2.